# Rejon kiwerecki
Rejon kiwerecki (1940–2020) – dawny rejon obwodu wołyńskiego Ukrainy.
Został utworzony w 1940, jego powierzchnia wynosiła 1414 km², a ludność rejonu liczyła 64000 osób.
Na terenie rejonu znajdowała się jedna miejska rada, dwie osiedlowe rady i 24 silskie rady, obejmujących w sumie 72 miejscowości. Siedzibą władz rejonowych było miasto Kiwerce.

## Miejscowości rejonu kiwereckiego
- Aleksandria (Олександрія)
- Baszłyki (Башлики)
- Bereściany (Берестяне)
- Bodziaczów (Бодячів)
- Boruchów (Борохів)
- Chołoniewicze (Холоневичі)
- Chopniów (Хопнів)
- Chorłupy (Хорлупи)
- Chromiaków (Хром'яків)
- Cumań (Цумань)
- Czemeryn (Чемерин)
- Czołnica (Човниця)
- Daczne (Дачне)
- Dąbrowa (Діброва)
- Derno (Дерно)
- Didowicze (Дідовичі)
- Didycze (Дідичі)
- Domaszów (Домашів)
- Dubiszcze (Дубище)
- Hajowe (Гайове)
- Horianówka (Горянівка)
- Horodyszcze (Городище)
- Hremiacze (Грем'яче)
- Jakubczyce (Яківці)
- Jaromla (Яромель)
- Jeziorko (Озерце)
- Jezioro (Озеро)
- Kadyszcze (Кадище)
- Karpiłówka (Карпилівка)
- Kiwerce (Ківерці)
- Klepaczów (Клепачів)
- Kłobuczyn (Клубочин)
- Konopelka (Конопелька)
- Kotów (Котів)
- Kulczyn (Кульчин)
- Letczany (Личани)
- Liplany (Липляни)
- Lipno (Липне)
- Łyczki (Лички)
- Metelno (Метельне)
- Moszczanica (Мощаниця)
- Murawyszcze (Муравище)
- Myków (Микове)
- Niebóżka (Небіжка)
- Nosowicze (Носовичі)
- Oderady (Одеради)
- Ołyka (Олика)
- Omelno (Омельне)
- Ostrów (Острів)
- Palcze (Пальче)
- Pokaszczów (Покащів)
- Pryłućke (Прилуцьке)
- Putyliwka (Путилівка)
- Romaszkówka (Ромашківка)
- Sapogowo (Сапогове)
- Sikirycze (Сокиричі)
- Silno (Сильне)
- Skresztówka (Скреготівка)
- Sławatycze (Словатичі)
- Sławne (Славне)
- Stawek (Ставок)
- Susk (Суськ)
- Swoz (Звози)
- Trościaniec (Тростянець)
- Wesnianka (Веснянка)
- Wiszniów (Вишнів)
- Zabrody (Заброди)
- Zalisocze (Залісоче)
- Zawitne (Завітне)
- Znamirówka (Знамирівка)
- Zwierów (Звірів)
- Żabka (Жабка)
- Żorniszcze (Жорнище)
- Żurawicze (Журавичі)
- Żydyczyn (Жидичин)

Nieistniejące
- Ignatówka - kolonia[2]
- Zofiówka